# 坂口力
坂口 力（さかぐち ちから、1934年〈昭和9年〉4月1日 - ）は、日本の政治家、医師、医学博士。
衆議院議員（11期）、労働大臣（第58・69代）、公明党副代表、厚生大臣（第85代）、厚生労働大臣（第1・2・3代）、公明党特別顧問などを歴任した。

## 略歴
1934年4月1日、三重県一志郡白山町（現：津市）に生まれる。三重県立松阪北高等学校を経て、三重県立大学（現：三重大学）医学部卒業。三重大学大学院医学研究科博士課程修了。大学院修了後は日本赤十字社血液センターで勤務した。
1972年12月、第33回衆議院議員総選挙に出馬し初当選（通算9回）。竹入義勝党委員長の下で党政策審議副会長に就任。以後、10年に渡り同職を務めた。1980年6月、第36回衆議院議員総選挙で落選。1986年12月、公明党大会で矢野絢也党委員長の下で党政策審議会長に就任。1989年5月、明電工事件に絡み矢野が辞任し、後任に石田幸四郎党副委員長が就任。党政策審議会長は留任。1990年2月、第39回衆議院議員総選挙で落選。党政策審議会長を神崎武法副委員長に譲り退任。
1993年7月、第40回衆議院議員総選挙で当選。同年8月、細川内閣が発足し労働大臣に就任。1994年4月、内閣総理大臣細川護熙の退陣により労働大臣を退任。同年12月、公明分党により新進党結成に参加。1995年8月、海部俊樹党首の下で党政策審議会長代理に就任。
1997年10月、新進党の解党前に党内派閥の「公友会」を結成。1998年1月、新党平和結成に参加。神崎武法代表の下で党副代表兼政策審議会長に就任。同年11月、公明党再結成に参加。党副代表兼政策審議会長に就任。
1999年9月、自自公連立内閣の発足に伴い改造人事を行い、党政策審議会長を北側一雄政審副会長に譲り退任。党副代表の職は留任。
2000年12月、第2次森内閣で厚生大臣兼労働大臣に就任。
2001年1月、省庁再編で統合された厚生労働省の初代大臣に就任。同年4月、第1次小泉内閣が発足し厚生労働大臣に再任。
2003年11月、第2次小泉内閣が発足し、厚生労働大臣に再任。2004年9月、厚生労働大臣を退任。
2012年11月、66歳を超える者は公認しないとの党内規により、衆議院解散（近いうち解散）をもって現役を引退。同年12月、公明党特別顧問（厚生労働担当）に就任。

## 人物・政策
- 細川内閣での1993年10月8日の参議院予算委員会で、下稲葉耕吉の質疑に対し、創価学会の会員であることを認めた[6]。

- 省庁再編で統合された厚生労働省の初代大臣である。

- 日本国政府として、初めてらい予防法によるハンセン病患者に対する「無癩県運動」の日本国政府の責任を認め、2001年5月11日の熊本地方裁判所で判決が下された『らい予防法違憲国家賠償訴訟』の国全面敗訴を受け入れ、福岡高等裁判所へ控訴しないことを厚生労働大臣として決定し、内閣総理大臣小泉純一郎に進言した。また厚労省官僚は控訴すべきと各所に説明した際には、後年「霞が関はすごい組織です。あの時ほど役人が怖いと思ったことはない」と述べており、厚生労働大臣の辞任を決意していた[7]。内閣総理大臣小泉純一郎が控訴を断念し、確定判決となった際には、謝罪声明を発表し、かつてのハンセン病患者・国立ハンセン病療養所入所者に対して謝罪した[8]。

- BSE感染牛が発見されたことをきっかけに始まった全頭検査は、政治的判断や感情論が大きな背景にあったといわれる。これについて坂口は「風評被害があり、（全頭検査をしなければ）国民の安心が得られない」と説明している[9]。

- 2003年、労働者派遣法改法案が議論されていた際、厚生労働大臣として国会で「厳しい雇用失業情勢や働き方の多様化などに対応いたしまして、迅速、円滑かつ的確な労働力需給の結合を促進し、企業活動に必要な労働力の確保を図りますとともに、一人でも多くの方が雇用の機会を得られるようにするためのもの」「今回の直接雇用の促進の措置を法律に明記することにより、さらに派遣労働者から直接雇用に移る労働者がふえるものと確信しているところでございます」と答弁した[10]。

- 2004年3月、鳥インフルエンザが拡大している最中、記者会見において狙いすまして「牛やら鶏やら、モウ、ケッコウ」と発言。会見では大いにウケたが、その後「冗談を言っている場合ではない」と抗議が相次ぎ、結局謝罪に追い込まれた[11]。同年6月には国民年金について「100年安心なものにしたいと思っている」と発言[12]。

- 労働者派遣法をめぐっては、規制緩和を唱えるオリックスの宮内義彦およびザ・アールの奥谷禮子と、労働者保護を唱える民主党「次の内閣・雇用担当大臣」の城島光力が激しく対立。結果として宮内・奥谷路線が政策として採用されたが、議論の過程で宮内の文書や奥谷の行動が問題となり、城島の質問主意書に対して衆議院の厚生労働委員会は宮内と奥谷の一連の行動について「議会制民主主義の基本的なルールを踏みにじるかつてない暴論である」との答弁書を決定した[13]。

- 菅直人とは若手議員の頃からの親友である。かつては坂口、菅、伊藤茂（社会党）、米沢隆（民社党）の4人で「仲良しクラブ」を結成し、定期的に勉強会や研修旅行をしていた。2008年末には衆院第1議員会館で体調を崩した坂口を菅が発見し、腕を抱えて坂口の部屋まで送り届けたこともあった。しかし、菅が首相に就任してからは厳しい視線を送っており、「友人 菅総理に贈る最後の言葉」と題して退陣を促すコメントを発表した[14]。

- 坂口が代表を勤める政治団体である「公明党衆議院比例区東海第二総支部」が、当時の現職社長が脱税容疑で逮捕された医療廃棄物輸送企業「メスキュード三重」（現：メスキュード中央）から計334万円の政治献金を受けていたことが2012年6月に発覚している[15]。

- 日中国会議員書画展へ書画を提供している[16]。

- 2024年8月、共同通信のインタビューで、三重県立大学の医学部生だった1950年代に産婦人科医からの依頼で不妊治療のための精子提供を行ったことを公表した[17]。

## 役職歴

### 公明党
- 特別顧問（厚生労働担当）
- 副代表
- 参議院選挙対策本部副本部長
- 社会保障制度調査会顧問
- 税制調査会顧問
- 憲法調査会顧問
- がん対策推進本部顧問
- 三重県本部顧問

### 内閣
- 第59代労働大臣（細川内閣）
- 第85代厚生大臣兼第70代労働大臣（第2次森内閣）
- 第1・2・3代厚生労働大臣（第2次森内閣・第1次小泉内閣・第2次小泉内閣）

### 議員連盟
- 適切な医療を実現する医師国会議員連盟顧問（2011年 - 2012年）
- イクメン議員連盟顧問（2012年）